# Verginità indifesa
Verginità indifesa (Nevinost bez zastite) è un film documentario del 1968 diretto da Dušan Makavejev.

## Trama
1942, Belgrado. Durante l'occupazione della città da parte dei nazisti, un uomo salva la ragazza che ama dalla crudele matrigna di lei. Contemporaneamente scorrono immagini documentarie tratte da cinegiornali dell'epoca e interviste ai componenti del cast del film.

## Produzione
Il film si basa su una pellicola del 1941 dallo stesso nome prodotta, scritta diretta e interpretata dal ginnasta Dragoljub Aleksić, che non venne mai distribuita a causa della censura nazista. Makavejev completò il film utilizzando materiale di repertorio e interviste appositamente realizzate.

## Riconoscimenti
- 1968 - Festival di Berlino
  - Orso d'argento, gran premio della giuria